# Žarevo
Žarevo (cyr. Жарево) – wieś w Serbii, w okręgu rasińskim, w gminie Brus. W 2011 roku liczyła 63 mieszkańców.